# Дяченко Юрій Олександрович
Ю́рій Олекса́ндрович Дяче́нко — (*26 квітня 1954, Гайсин, Вінницька область) — український художник декоративно-прикладного мистецтва. Член Національної спілки художників України з 1998 р. Працює у техніці різьбленого рельєфу жанрах історичного портрету, історичної композиції, пейзажу.

## З життєпису
1977 р. закінчив Вінницький державний медичний інститут ім. М. Пирогова за фахом лікар-невропатолог. 1989 р. закінчив заочний народний університет ім. Н.К. Крупської, м. Москва, факультет декоративно-прикладного мистецтва.
Учасник обласних та всеукраїнських виставок з 1996 р.
Персональні виставки: Вінницький обласний художній музей — 1996 р., 1998 р., 2002 р., м. Київ, Український фонд культури — 1997 р.
Твори зберігаються у Вінницькому обласному художньому музеї.

## Мережеві посилання
- персональний сайт Ю. Дяченка [Архівовано 9 травня 2012 у Wayback Machine.]

| українська персоналія | Це незавершена стаття про особу, що має стосунок до України. Ви можете допомогти проєкту, виправивши або дописавши її. |